# IBS (пляжный футбольный клуб)
IBS («АйБиЭс») — пляжный футбольный клуб из Санкт-Петербурга, основанный в 2005 году.

## История
В 2007 году клуб стал чемпионом России. Состав команды:

| - Андре Альваро Батиста до Насименто (Андре) - Васильев, Дмитрий Валерьевич - Венисиус Рибейро (Буру) - Голубев, Антон Михайлович | - Данков, Станислав Игоревич - Иващенко, Павел Павлович - Ильченко, Евгений Игоревич - Ковтун, Андрей Юрьевич | - Осипов, Антон Александрович - Осокин, Станислав Юрьевич - Снопов, Денис Юрьевич - Соловьёв, Юрий Игоревич |

Буру стал лучшим игроком турнира, а Андрэ — лучшим снайпером (20 голов в шести матчах).
В 2008 году клуб стал финалистом Кубка России и сенсационно не вышел из группы в чемпионате. В 2009 — серебряный призёр чемпионата. В 2010 году — вновь финалист Кубка России.
Чемпион Санкт-Петербурга 2012 и 2013 годов.
Клуб прекратил существование в 2013 году.

## Результаты
| Год  | ЧР         | КР                |
| ---- | ---------- | ----------------- |
| 2006 | 4 (гр. С)  |                   |
| 2007 | 1          |                   |
| 2008 | 3 (гр. B)  | 2                 |
| 2009 | 2          | —                 |
| 2010 | 1/4        | 2                 |
| 2011 | 3 (II эт.) | 1/4               |
| 2012 | 4          | 4 (II эт., гр. C) |
| 2013 | —          | 2 (II эт., гр. B) |